# Acanthonitis nicolasi
Acanthonitis nicolasi là một loài bọ cánh cứng trong họ Bọ hung (Scarabaeidae).